# Wake Up (Make a Move)
«Wake Up (Make a Move)»  es el tercer sencillo de Start Something, el segundo álbum de la banda galesa de rock Lostprophets. Este sencillo, estuvo bajo mucho debate hasta su lanzamiento; Lostprophets y su management, querían la oscura e inquietante "Make a Move" como sencillo, mientras que la discográfica, quería que fuese  "I Don't Know", más accesible y comercial. La banda y su management salieron victoriosos y la canción fue lanzada como sencillo con el título modificado "Wake Up (Make a Move)". Sin embargo, "I don't Know", sería lanzada más tarde para ser reproducida en las radios, y alcanzó puestos generosos en la lista de canciones alternativas de Billboard.
Un vídeo musical fue producido para la canción y tuvo una reproducción moderada después de la publicación.

## Listado de canciones
CD1
| CD1 |                                                    |          |  |
| N.º | Título                                             | Duración |  |
| 1.  | «Wake Up (Make a Move)» (radio edit) (versión 1))  | 3:34     |  |
| 2.  | «Wake Up (Make a Move)» (Chicago Q101 performance) | 4:18     |  |

CD2
| CD2 |                                                  |          |  |
| N.º | Título                                           | Duración |  |
| 1.  | «Wake Up (Make a Move)» (radio edit) (versión 2) | 3:32     |  |
| 2.  | «Holding On» (demo)                              | 4:35     |  |

## Posiciones
| Listas (2004)                             | Posición |
| ----------------------------------------- | -------- |
| UK Singles Chart                          | 18       |
| U.S. Billboard Hot Mainstream Rock Tracks | 16       |
| U.S. Billboard Hot Modern Rock Tracks     | 9        |